# 芬斯伯里圆环
芬斯伯里圆环（Finsbury Circus）是位于英国英格兰伦敦城科尔曼街区（Coleman Street Ward）的公园，占地2.2公顷，是伦敦市边界内最大的公共开放空间。其与伦敦城以北的芬斯伯里广场（Finsbury Square）、几英里外的芬斯伯里公园（Finsbury Park）不同。

## 历史
芬斯伯里圆环创建于1812年，位于下摩尔菲尔德地区，原本屬於芬斯伯里庄园，此莊園早在12世纪就已存在，第二个贝斯莱姆皇家医院自1675年以来设于此处。圆环之名表明空间呈椭圆形，类似于古罗马馬克西穆斯競技場，有东西向的长轴。 
原来房屋的最后一栋於1921年拆除。花园以椴树为特色，由威廉·蒙塔格根据建筑师小乔治唐斯1815年的设计开发。 1819年， 伦敦学院搬进了威廉·布鲁克斯在花园北端精心设计的优雅场所。它于1912年关闭，这些建筑由伦敦大学使用，直到1936年拆除。从19世纪20年代开始，圆环的正面是巨大的一位论派教堂，在威廉·约翰逊·福克斯的领导下建造，後來成爲康威大厅伦理协会。

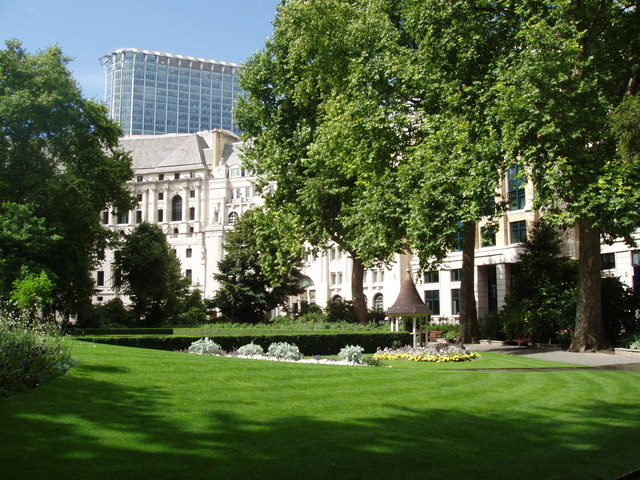
埃德溫·魯琴斯的Britannic House

圆环在20世纪初作为公园开放。此前花园是私人空间，由周围建筑物的持有人或租赁者使用。他们反对强制购买，担心公众使用花园会造成滋扰，降低其财产的价值。使其成为公共空间的运动由法林登区市政官、倫敦市法團街道委员会成员阿尔菲斯·莫顿领导，倫敦市法團称圆环为莫顿公园。 
在椭圆形的西北象限前，矗立着埃德溫·魯琴斯的庞大的Britannic House（1921－1925年，列为二级），为英伊石油公司设计，即BP的前身；其建筑雕塑是弗朗西斯·德温特·伍德的作品。 它位于最后剩下的原始建筑的遗址上。现在是国际律师事务所史蒂芬生·哈伍德。

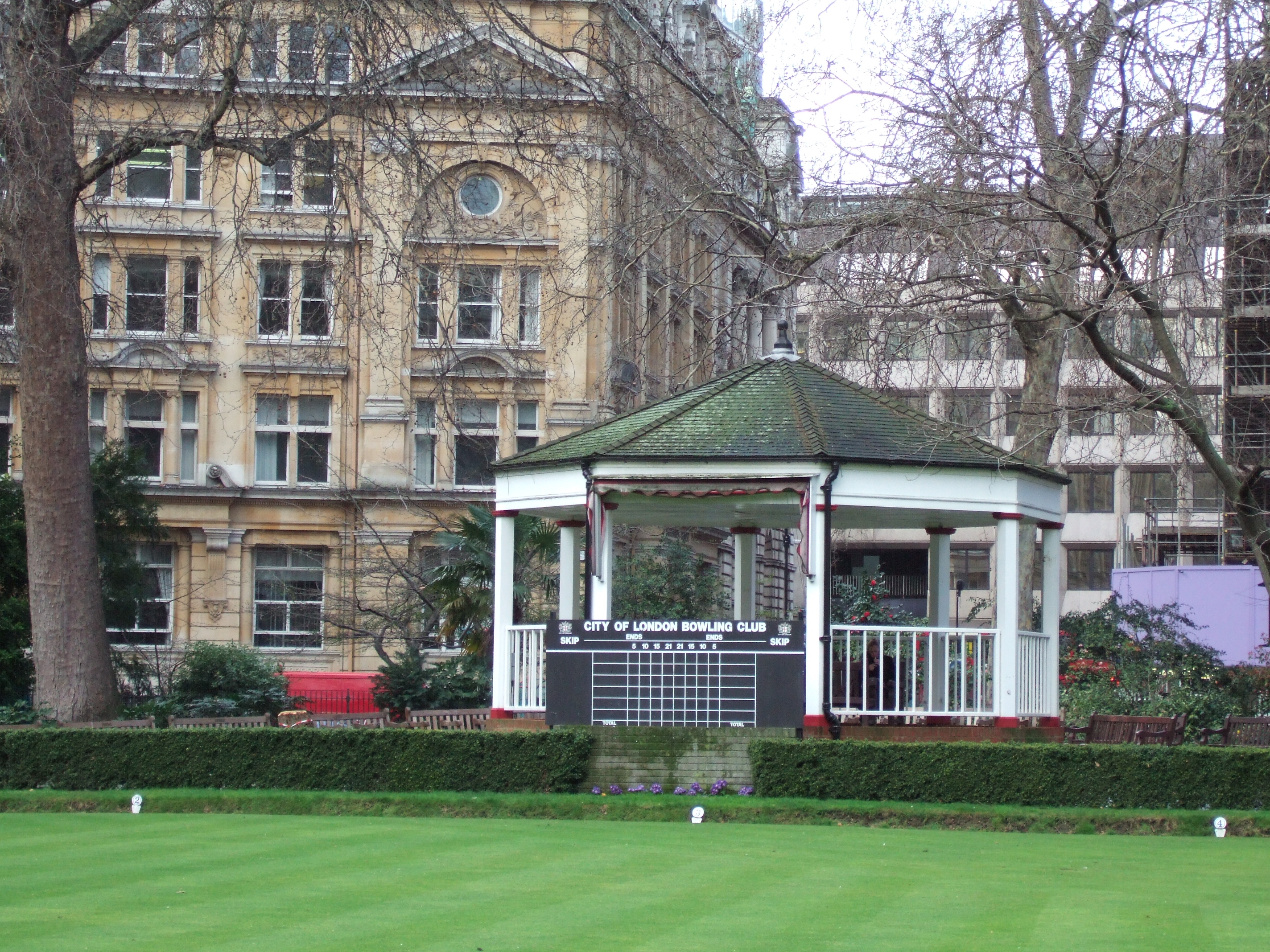
草地滾球场

自1925年以来，花园中心一直有草地滾球俱乐部。附近有室外音乐演奏台，建于1955年。

## 车站
最近的地铁站是向西150米的沼澤門站，其次是向东约350米的利物浦街車站。

## 活动
芬斯伯里圆环是每年Miglia Quadrato赛车的终点。

## 橫貫鐵路
1860－1865年，芬斯伯里圆环受到拆毁的威胁，可能改建為火車站，但公众的抗议避免了拆除。但在1869年，大都会铁路將圓環的椭圆形部分轉用為隧道。
从2010年到2020年，花园的中央部分用于修建橫貫鐵路的利物浦街车站，开挖了直径16米、深42米的竖井，以建造地下的平台隧道。施工完成後喷泉将完全恢复。该项目原定于2018年9月完成，但由于管理不善，错过了最后期限，截至2019年4月，预算支出超过896700欧元。该项目修订后的完成日期为2021年。
2020年7月，倫敦市法團宣布，该公园将于2020年8月重新向公众开放。